# Tirispora unicaudata
Tirispora unicaudata är en svampart som beskrevs av E.B.G. Jones & Vrijmoed 1994. Tirispora unicaudata ingår i släktet Tirispora och familjen Halosphaeriaceae.   Inga underarter finns listade i Catalogue of Life.